# 守りたいもののために
「守りたいもののために」（まもりたいもののために）は、伊藤美来の楽曲。テレビアニメ『りゅうおうのおしごと！』のエンディングテーマとして制作された。3枚目のシングルとして2018年2月21日に日本コロムビアから発売された。

## 制作・音楽性
表題曲「守りたいもののために」は、テレビアニメ『りゅうおうのおしごと！』のエンディングテーマとして制作された。『りゅうおうのおしごと！』は将棋をテーマとした作品であり、その熱い戦いを優しく包み込むようなミドルナンバーになっている。カップリング曲「あの日の夢」は同アニメ第7話の特別エンディングテーマとして制作され、"真剣に物事に取り組むこと"、"夢を諦めない気持ち"を表現したバラードになっている。レコーディングの際には表題曲とは違い、情熱的に歌うことを心がけたという。
どちらの楽曲にも共通して登場人物の将棋に対する心情が込められている。伊藤によれば、「守りたいもののために」は第三者の視点から登場人物の背中を押す楽曲であるのに対し、「あの日の夢」は登場人物の、特に第7話で焦点が当てられていた清滝桂香の心情を表現した楽曲となっているという。

## リリース
2018年2月21日に日本コロムビアから発売された。限定盤・通常盤の2形態で発売され、限定盤にはミュージック・ビデオを収録したDVDが同梱された。同日より、音楽配信も行われている。

## シングル収録内容
| 全作詞・作曲: 金子麻友美、全編曲: 水口浩次。 |                                          |            |            |      |
| #                                            | タイトル                                 | 作詞       | 作曲・編曲 | 時間 |
| 1.                                           | 「守りたいもののために」                 | 金子麻友美 | 金子麻友美 | 4:28 |
| 2.                                           | 「あの日の夢」                           | 金子麻友美 | 金子麻友美 | 4:24 |
| 3.                                           | 「守りたいもののために」(off vocal ver.) | 金子麻友美 | 金子麻友美 | 4:28 |
| 4.                                           | 「あの日の夢」(off vocal ver.)           | 金子麻友美 | 金子麻友美 | 4:24 |
| 合計時間:                                    | 合計時間:                                | 17:44      |            |      |

| #  | タイトル                                 | 作詞 | 作曲・編曲 |
| -- | ---------------------------------------- | ---- | ---------- |
| 1. | 「守りたいもののために」(MV)             |      |            |
| 2. | 「守りたいもののために」(メイキング映像) |      |            |